# Acton (Londres)
Acton es un barrio de los municipios londinenses de Ealing y de Hammersmith y Fulham. Se encuentra a unos 10 km (6,1 mi) al oeste de Charing Cross, Londres, Reino Unido. Según el censo de 2011 contaba con una población de 62480 habitantes.